# Top Model of the World
El Top Model of the World es un certamen anual patrocinado por World Beauty Organization para elegir a la modelo más talentosa entre candidatas de diversos países. Se califica no solamente su belleza, sino principalmente su estilo, seguridad, pose y trabajo de pasarela.
La actual Top Model of the World es Natalia Garizabal Vera, de Colombia.

## Historia
El concurso Top Model of the World ('Top Model' del mundo) fue creado en 1993 por Globana Group en Miami, Estados Unidos. 
Entre 1996 y 2004, el desfile se realizó en Alemania. En el 2005, el certamen fue sostenido por primera vez en el continente asiático, en Humen, China, con más de 10 000 espectadores, donde se presentó una exhibición pirotécnica de media hora de duración para celebrar este gran acontecimiento, donde ganó la modelo venezolana Dominika van Santen, quien llevó la banda de la Venezuela. 
Para la edición del 2006, efectuado en febrero de 2007, se celebró el decimocuarto aniversario de este concurso en la ciudad de Kunming, China. Se reunieron 78 concursantes donde fue coronada la modelo brasileña Natália Guimarães.

## Ganadoras
| Año       | Ganadora                               | País/Territorio      | Sede                       |
| --------- | -------------------------------------- | -------------------- | -------------------------- |
| 1993      | Francesca Bologna                      | Italia               | Miami, Estados Unidos      |
| 1994      | Yelena Boyarikova                      | Rusia                | Miami, Estados Unidos      |
| 1995      | Jacqueline María Aguilera Marcano      | Venezuela            | Moscú, Rusia               |
| 1996      | Selinée Marleny Méndez Rodríguez       | República Dominicana | Coblenza, Alemania         |
| 1997      | Franzisca Schaub                       | Alemania             | Legden, Alemania           |
| 1998      | Michelle Khan                          | Trinidad y Tobago    | Magdeburgo, Alemania       |
| 1999      | Suzana Fabriova                        | Eslovaquia           | Frankfurt, Alemania        |
| 2000      | Yeliz Çelişkan                         | Turquía              | Vreden, Alemania           |
| 2001      | Renata Janetková                       | República Checa      | Kaiserslautern, Alemania   |
| 2002      | Natascha Vanessa Börger Sevilla        | Alemania             | Aquisgrán, Alemania        |
| 2003      | Nihan Akkuş                            | Turquía              | Aquisgrán, Alemania        |
| 2004      | Sun Na                                 | China                | Karlsruhe, Alemania        |
| 2005      | Dominika van Santen Alix               | Isla de Margarita    | Humen, China               |
| 2006/2007 | Natália Guimarães López (Renunció)     | Brasil               | Kunming, China             |
| 2006/2007 | Michelle de Leon (Sucesora)            | Filipinas            | Kunming, China             |
| 2007/2008 | Alessandra Alores                      | Alemania             | Hurgada, Egipto            |
| 2008/2009 | Débora Moura Lyra                      | Brasil               | Berlín, Alemania           |
| 2009/2010 | Carolina Rodríguez Ferrero             | Colombia             | Dortmund, Alemania         |
| 2010/2011 | Loredana Violeta Salanta               | Rumania              | Isla Usedom, Alemania      |
| 2011/2012 | Luna Isabella Voce                     | Italia               | Dortmund, Alemania         |
| 2013      | Mónica Esperanza Palacios Mora         | Caribe               | El Gouna, Mar Rojo, Egipto |
| 2014      | Tania Valencia Cuero                   | Colombia             | El Gouna, Mar Rojo, Egipto |
| 2015      | Elena Kosmina                          | Ucrania              | El Gouna, Mar Rojo, Egipto |
| 2016      | Margarita «Margo» Kupriyanova (Cooper) | Bulgaria             | Bremen, Alemania           |
| 2017      | Julia Gershun                          | Ucrania              | El Gouna, Mar Rojo, Egipto |
| 2018      | Janet Leyva Rodríguez                  | Perú                 | Hurgada, Egipto            |
| 2019      | Nicole Menayo Alvarado                 | España               | Hurgada, Egipto            |
| 2020      | Pierinna Patiño Flores                 | Perú                 | Hurgada, Egipto            |
| 2022      | Natálie Kočendová                      | República Checa      | Ain Sujna, Egipto          |
| 2023      | Mariana Macías Ornelas                 | México               | Sharm el-Sheij, Egipto     |
| 2024      | Maria Katren Varzaru                   | Rumania              | Ain Sujna, Egipto          |
| 2025      | Natalia Garizabal Vera                 | Colombia             | Hurgada, Egipto            |

## Ranking
| Títulos | País/Territorio      | Año              |
| ------- | -------------------- | ---------------- |
| 3       | Alemania             | 1997, 2007, 2002 |
| 3       | Colombia             | 2009, 2014, 2025 |
| 2       | Rumania              | 2011, 2024       |
| 2       | República Checa      | 2001, 2022       |
| 2       | Perú                 | 2018, 2020       |
| 2       | Ucrania              | 2015, 2017       |
| 2       | Italia               | 1993, 2012       |
| 2       | Turquía              | 2000, 2003       |
| 1       | México               | 2023             |
| 1       | España               | 2019             |
| 1       | Bulgaria             | 2016             |
| 1       | Caribe               | 2013             |
| 1       | Brasil               | 2008             |
| 1       | Filipinas            | 2006             |
| 1       | Isla de Margarita    | 2005             |
| 1       | China                | 2004             |
| 1       | Eslovaquia           | 1999             |
| 1       | Trinidad y Tobago    | 1998             |
| 1       | República Dominicana | 1996             |
| 1       | Venezuela            | 1995             |
| 1       | Rusia                | 1994             |